# Jurský masakr
Jurský masakr (v originále The Dinosaur Project) je britský dobrodružný vědeckofantastický film natočený roku 2012 v Jihoafrické republice. K filmu vytvořil scénář a zároveň ho i režíroval Sid Bennett. Ve Spojeném království měl v kinech premiéru 10. srpna 2012, v České republice do kin nešel a byl vydán na DVD 23. ledna 2015. Ohlasy na film byly smíšené a hrubý zisk činil 2 412 576 amerických dolarů celosvětově.

## Děj
Skupina výzkumníků z Britské kryptozoologické společnosti (British Cryptozoological Society) a dvou kameramanů jedou na výpravu do afrického Konga, jejímž cílem je pátrání po kryptidu jménem Mokele mbembe, o kterém se věří, že by se mohlo jednat o vyhynulého Plesiosaura.
Vůdce skupiny Jonathan během letu vrtulníkem odhalí, že jeho syn jménem Luke se tajně vpašoval do letadla jako černý pasažér. Krátce poté letadlo vletí do hejna ptakoještěrů a zřítí se. Kromě pilota se všem podaří včas utéct těsně před tím, než letadlo exploduje. Nyní ztracená skupina zjišťuje, že jejich satelitní telefon, který si vzali s sebou, se během havárie rozbil a nejde tedy použít k přivolání pomoci. Amara, jejich průvodkyně místní oblastí, navrhne, aby se vypravili směrem k vesnici, kterou zahlédli během letu. Po příchodu k vesnici ale zjišťují, že vesnice je zničená a její obyvatelé mrtví. Jonathan vybere jednu z chýší, kde se přes noc utáboří, zatímco jeho syn před chýši instaluje kameru s nočním viděním.
V noci jsou všichni probuzeni hejnem ptakoještěrů připomínající netopýry. Pokusí se utéct, protože vesnice je těmito tvory zamořená. Liz, jejich zdravotnice, se ocitne pod jejich útokem a nepřežije, ostatní nasednou do dvou dřevěných člunů a uniknou. O nějaký čas později přistanou na ostrově, kde se utáboří a kde narazí na skupinku dinosaurů. Jednomu z nich se očividně líbí Luke a skamarádí se s ním. Luke mu začne říkat Crypto a rozhodne se připevnit na jeho hřbet jednu z kamer, aby mohli bezpečně a pohodlně sledovat jeho pohyb. Přenos se přeruší poté, co společně se svou skupinkou dinosaurů vplave do jeskyně.
Když se přenos opět obnoví, Luke a Charlie na obrazovce uvidí, že se dinosauří skupinka dostala do jakési brány vedoucí prudce do podzemí, kde kamera spadne na zem. Během snahy ukormidlovat čluny při vplutí do divokých vod dojde k násilnému rozdělení skupiny, kdy se každý člun vydává jiným směrem. Později se skupina opět sjednocuje v říční soutěsce, kde na ně náhle zaútočí Plesiosaurus. Charlie a Luke v domnění, že zbytek skupiny útok nepřežil, pokračují v pátrání po místě, odkud dinosauři přišli. Později ono místo skutečně naleznou, a poté, co se Charlie dozví, že se Lukovi podařilo opravit ten satelitní telefon, strčí Luka skrz bránu do propasti v domnění, že pád nepřežije.
Luke ale přežije a podaří se mu dostat na opačnou stranu podzemního průchodu, kde se marně pokouší zkontaktovat zbytek skupiny pomocí kamery, kterou předtím připevnil na Crypta. Mezitím Amara odmítne pokračovat v pátrání a rozhodne si vzít jednu z lodí a opustit tak zbytek skupiny. Jonathan a Pete se rozhodnou dál pátrat po Lukovi a Charliemu. Ve stejné době Luke narazí na Crypta a rozhodne se ho následovat hlouběji do džungle, kde je opět napaden ptakoještěry připomínající netopýry. Je zachráněn Petem, který ptakoještěry pronásledoval, ale je nimi náhle obklíčen a nejspíše i zabit. Charlie je viděn, jak mluví do kamery, ale je přerušen a přinucen se schovat před Lukem a Jonathanem, kteří pokračují v postupu džunglí. Později pokračují v cestě podél strmého útesu, kde jsou zasaženi padajícím kamením, které úmyslně způsobil Charlie. Jonathan ztratí rovnováhu a začne padat dolů, ale včas se zachytí o skálu. Luke se pokusí svému otci pomoci, ale neúspěšně, a Jonathan se zřítí dolů.
Luke se před Charliem, který ho pronásleduje, schovává v hustém porostu džungle, kde se opět shledá s Cryptem, který ho odvede zpět k místu, kde předtím upustil kameru. Náhle se před ním vynoří Charlie v úmyslu Luka zabít. Crypto na Luka prskne kapalinu, když se náhle objeví dva dospělí jedinci stejného druhu, kteří nejdříve očichají Luka, a když ucítí onu kapalinu, nechají ho být a zabijí Charlieho.
Luke se vrátí zpět do džungle a zastaví se na hraně vysokého útesu, kde natočí sebe a Crypta a řekne, že ten telefon se znovu rozbil a že bude muset kameru rozebrat a její díly použít na jeho opravu. Pak kameru natočí směrem z útesu, kde je vidět rozlehlé údolí plné dinosaurů. V další scéně je pak vidět, jak odhazuje batoh dolů z vodopádu do řeky. Lukův osud je neznámý.
Plovoucí batoh je nalezen muži na člunech, kteří uvnitř naleznou disky a kazety z kamer označené jako „The Dinosaur Project“ (česky něco jako „Projekt Dinosaurus“). V závěrečné, velmi rozmazané scéně je slyšet rozhovor Luka s další osobou: „Funguje to?“ „Myslím, že ano. Jo, jo, je to dobrý.“ „Ehm, haló? Haló?“

## Obsazení
- Richard Dillane jako Jonathan březnaant
- Peter Brooke jako Charlie Rutherford
- Matthew Kane jako Luke březnaant
- Natasha Loring jako Liz Draper
- Stephen Jennings jako Dave Moore
- Andre Weideman jako Pete Van Aarde
- Abena Ayivor jako Amara
- Sivu Nobogonza jako Etienne

## Premiéra

### V kinech
Film měl premiéru naplánovanou v různých státech světa na roky 2012 až 2013, počínaje 10. srpnem 2012 ve Spojeném království. V dalších zemích premiéry probíhaly následovně (seznam nemusí být kompletní):
- Irsko – 10. srpna 2012
- Brazílie – 7. září 2012
- Estonsko – 5. října 2012
- Singapur – 18. října 2012
- Řecko – 1. listopadu 2012
- Mexiko – 2. listopadu 2012
- Francie – 9. listopadu 2012
- Rusko – 7. února 2013
- Švédsko – 27. února 2013
- Filipíny – 13. března 2013
- Japonsko – 16. března 2013
- Austrálie – 20. března 2013
- Itálie – 18. července 2013
- Taiwan – 16. srpna 2013
- Venezuela – 16. srpna 2013
- Argentina – 18. září 2013

### Na DVD
Film byl vydán na DVD a Blu-ray 27. února 2013 společností StudioCanal, v České republice potom 23. ledna 2015 společností H.C.E.

## Ohlasy

### Kritika
Ohlasy kritiků na film byly smíšené. Na Rotten Tomatoes film dostal hodnocení 29% založené na 14 recenzích, s průměrným hodnocením 4,33/10.

### Tržby
Z kin celosvětově činil hrubý zisk 2 412 576 amerických dolarů, tržby z prodeje DVD/Blu-ray jsou neznámé.

### Přístupnost
Věkové omezení bylo určeno na PG-13 kvůli násilí, prvkům hororu a krátké dvojsmyslné scéně.